# Старонагаево
Старонагаево (баш. Иҫке Нуғай) — упразднённое в 1973 году село в Краснокамском районе Башкортостана. Ныне урочище на территории Новоянзигитовского сельсовета. Жили башкиры (1959).

## География
Расположено в правобережье р. Белая, в 4—4,5 км к северо‑западу от села Староянзигитово, в 45 км к югу от райцентра и в 62 км к югу от железнодорожной станции Камбарки (Удмуртская АССР).

## История
Основана в 17 в. башкирами Гарейской волости Казанской дороги на собственных землях под названием Нагаево.
В 1844 году жители села основали выселок под названием Новонагаево, в 1866 — д. Кузгово. Все входили в Каинлыковскую волость Бирского уезда Уфимской губернии.
В 1973 году в связи со строительством Нижнекамской ГЭС жители села переселены в д. Бачкитау.

## Население
В 1795 в 48 дворах проживали 271 башкир и 8 мужчин-тептярей. В 1865 в Старонагаево в 155 дворах проживало 1536 человек. По X ревизии проживали 904 башкира, в 1905 г. — 855, в 1920 г. — 982 человека, в 1939—449, в 1959—497, в 1969—530..

## Инфраструктура
Занимались земледелием, скотоводством, тканьем кулей. В 1865 году были мечеть, училище. В 1906 году отмечены мечеть, водяная мельница, 2 бакалейные лавки, обдирка.

## Достопримечательности
Старонагаевские стоянки (Старонагаевский могильник).